# Marék Veronika
Marék Veronika (Budapest, 1937. december 19. –) József Attila-díjas magyar író, grafikus.

## Élete
Dr. Marék Antal és dr. Jezerinac Ilona gyermekeként született. Bátyja dr. Marék Péter szemész professzor.
Középiskolai tanulmányait a Fazekas Mihály Gimnáziumban végezte el. 1957–58-ban az Iparművészeti Főiskola díszítő-festő szakán tanult. 1961–1963 között az Állami Bábszínház diákja volt. 1961–1966 között az ELTE BTK magyar szakán tanult.
Szabadfoglalkozású író és grafikus, mesekönyveit maga írja és rajzolja. Rádió- és tv-játékokat, rajzfilmsorozatot, bábjátékokat is ír. Évekig a Kisdobos, a Dörmögő Dömötör külső munkatársa volt.

## Magánélete
1963-ban férjhez ment Kaunitz Ervin díszlettervezőhöz. Két fiuk született: Kaunitz Tamás (1964) és Kaunitz Miklós (1966). 1976-ban elváltak. 1990-ben Heinrich Ferenc lett a férje.

## Művei
Grafikáira nagy hatással volt Kőszegi Bella stílusa.
Könyvei megjelentek német, román, lengyel, szerb, angol, spanyol, japán és koreai nyelven is. Számos munkáját Hani Kjóko fordította japánra.

### Képes mesekönyvek
- A Bem téri gyerekek (1956)
- Boribon, a játékmackó (1958, 2005, 2006, 2007, 2008)
- Laci és az oroszlán (1961, 1974, 2003, 2006, 2007)
- Tomi und der Löwe (Laci és az oroszlán); németre ford. ?; Postreiter–Corvina, Halle–Budapest, 1962
- Ianci şi Leul (Laci és az oroszlán); románra ford. Erica Petrua; Tineretului, Bukarest, 1963
- Tommy and the lion (Laci és az oroszlán); Hutchinson, London, 1964
- Rachi to raion (Laci és az oroszlán); japánra ford. Tokunaga Yasumoto; Fukuinkan Shoten, Tokió, 1965
- Dragan i lav (Laci és az oroszlán); szerbre ford. Eugen Verber; Mlado pokolenje, Belgrád, 1965
- A csúnya kislány (1965, 2004, 2006, 2007, 2009)
- Ružna devojčica (A csúnya kislány); szerbre ford. ?; Mlado pokolenje, Belgrád, 1967
- The ugly little girl (A csúnya kislány); angolra ford. Andrew C. Rouse; Móra, Budapest, 2009
- A kék kerítés; Móra, Budapest, 2015
- A bohóc és a kismajom. Mesék; Pagony, Budapest, 2018 (Marék Veronika mesél)

### Boribon és Annipani sorozat
- Boribon és Annipanni (1970, 1974, 1998, 2004, 2006, 2008, 2010, 2014, 2015)
- Jó éjszakát, Annipanni! (1972, 1975, 1989, 2003, 2006, 2008, 2010, 2012, 2014)
- Boribon születésnapja (1973, 1988, 2002, 2005, 2006, 2008, 2009, 2011, 2012, 2013)
- Annipanni, hull a hó! (1974, 2003, 2004, 2006, 2008, 2009, 2011, 2012, 2013)
- Boribon és a hét lufi (1976, 1983, 2004, 2006, 2008, 2009, 2011, 2012, 2014)
- Boribon beteg (2005, 2006, 2008, 2010, 2013)
- Boribon kirándul (2005, 2007, 2008, 2009, 2011, 2012, 2014, 2015)
- Boribon autózik (2007, 2008, 2009, 2011, 2013, 2015)
- Boribon focizik (2010, 2013, 2015)
- Annipanni, mesélj nekem!; Pagony, Budapest, 2011 (Pagony könyvek)
- Boribon házikója; Pozsonyi Pagony Kft., Budapest, 2012 (Pagony könyvek)
- Törd a fejed, Boribon! Játékos foglalkoztató füzet; Pagony, Budapest, 2013
- Boribon cicája; Pozsonyi Pagony, Budapest, 2013 (Pagony könyvek)
- Boribon, merre jársz? Babakönyv; Pozsonyi Pagony, Budapest, 2014
- Boribon tojást fest; Pozsonyi Pagony, Budapest, 2015 (Pagony könyvek)
- Boribon a bajnok; Pozsonyi Pagony, Budapest, 2017 (Pagony könyvek)
- Boribon vendégei; Pozsonyi Pagony, Budapest, 2017
- Boribon pancsol; Pagony Könyvek, Budapest, 2018 (Pagony könyvek)
- Boribon mackói; Pagony Könyvek, Budapest, 2020 (Pagony könyvek)
- Boribon karácsonya; Pagony Könyvek Budapest, 2021 (Pagony könyvek)

### Kippkopp sorozat
- Kippkopp a fűben (1980, 1984, 2001, 2002, 2003, 2006)
- Kippkopp a hóban (1983, 1999, 2001, 2002, 2003, 2006)
- Kippkopp karácsonya (1984, 1998, 2001, 2002, 2003, 2004, 2007)
- Kippkopp és Tipptopp (1985, 2002, 2003, 2003, 2006)
- Kippkopp gyerekei (1986, 2003, 2004, 2006)
- Kippkopp és a hónapok (1993, 2003, 2006, 2007)
- Kippkopp, hol vagy? (2008)
- Kippkopp és a többiek; Ceruza, Budapest, 2016

### Képeskönyvek
- Télapó és Ezüstmackó (2007)
- Kavicsmese (2008)
- A kockásfülű nyúl 1–2–3 (Richly Zsolt rajzaival, 2007–2008)
- Öcsi és Bátyó (2008)
- Tom et Théo (Öcsi és Bátyó); franciára ford. Chantal Philippe; Grasset-Jeunesse, Párizs, 2015

### Felelgetős könyvek
- Játsszunk utazást! (Görög Júlia rajzaival) (1975, 1978, 1981)
- Hol terem a sok gyümölcs? (1975, 1976, 1979)
- Tegnap, ma, holnap (1976, 1978, 2009)
- Vásároljunk valamit! (1976)
- A barátságos harapófogó (1979, 2009)

### Egyéb ismeretterjesztők
- Amikor te kicsi voltál (F. Györffy Anna rajzaival) (1970, 1979)
- Als du noch klein warst (Amikor te kicsi voltál); ill. F. Györffy Anna, németre ford. Marianne Bernhard; Corvina, Budapest, 1973
- Jó játék a papír, a filc (1982)
- Amikor te kicsi voltál. Félig kész mesekönyv; ill. F. Györffy Anna, a rajzokat felújította Rákosy Anikó; 3. átdolg. kiad.; Móra, Budapest, 2011
- A csúnya kislány ceruzaforgatója. Foglalkoztatófüzet; Marék Veronika alapján írta és rajzolta Pelle Kinga; Móra, Budapest, 2015

### Gyermekregények
- Coffi, Pocak, Paprika (1984, 2008)
- Centi (Tarbay-Marék-Urbán, Kelemen Károly rajzaival) (1977)
- Centi barátai (Tarbay-Marék-Urbán, Kovács Péter rajzaival) (1980)
- Vakáció 2500-ban (1987)

### Füzetek
- Én és a nővérem (kivágó-ragasztó) (1970)
- Mit csináltok, gyerekek? (színező) (1973)
- Színes ceruzák (színező) (1975, 2007)
- Sünvacokvár (gyerekújság) (1982)
- Mandi, a kis vakond (1993)
- Ceruzacirkusz (fejtörő-kifestő) (1993, 2004)
- Csibi és Bóbitás (1996)
- Télapó és Ezüstmackó (mesés kifestő) (2002)
- Húsvéti kockásfülű nyúl (kifestő, Richly Zsolt rajzaival)
- Babaolvasó (2007)
- L'éléphanteau à pois bleus; ill. Richly Zsolt; La Joie de Lire, Genève, 2014
- Csalirajzok; Ceruza, Bp., 2016
- Színes ceruzák. Gyorsan vedd elő a ceruzáidat!; Ceruza, Budapest, 2017

### Animációs filmek
- A hétpöttyös autó r.: Richly Zsolt (1973)
- A kockásfülű nyúl r.: Richly Zsolt (1974, 1976, 1996)

### Diafilmek
- Laci és az oroszlán (1970, 2010)
- Marika és Misuli (1970)
- A sünik és a Csúnya Kislány (1971, 2005)
- Boribon, a játékmackó (1971, 2009)
- Télapó és Ezüstmackó (1971)
- Harcsabajusz kapitány (1984)
- Harcsabajusz és a matrózmajom (1986, 2009)
- Boribon autózik (2015)

### Társasjátékok
- Fogd meg, vidd el! (Tankó Béla rajzaival, 1969)
- Állatóvoda (Tankó Béla rajzaival, 1970)
- Csonti (1978)
- Kalandok a Vadnyugaton (Szabó Szabolcs rajzaival, 1984)

## Díjai
- A Móra Könyvkiadó Nívódíja (1962, 1985)
- Ifjúsági Díj (1983)
- Janikovszky Éva díj (2006)
- József Attila-díj (2010)
- Budapestért díj (2018)[5]